# Counter-Strike: Condition Zero
Counter-Strike: Condition Zero är ett PC-spel som utgör uppföljare till Counter-Strike och släpptes den 21 mars 2004.
Den största förändringen jämfört med Counter-Strike är att spelet har en stor enspelardel. Spelet är uppdelat i två delar: Counter-Strike: Condition Zero och Counter-Strike: Condition Zero - Deleted scenes. Man har i jämförelse med föregångaren förbättrat grafiken en aning, förändrat ljudet något, och ändrat vapnen. Man har även förändrat många spelbanor på detaljnivå.
Det finns dessutom AI-styrda datormotståndare installerade i spelet. I likhet med Counter-Strike finns även i Counter-Strike: Condition Zero möjlighet att spela uppdrag och att spela online med andra spelare.
Den huvudsakliga skillnaden mellan delarna Counter-strike: Condition Zero och Counter-Strike: Condition Zero - Deleted scenes är att "Deleted Scenes" spelas i ett enspelarläge offline, där man ska genomföra uppdrag, medan den andra delen är ett flerspelarläge där man kan spela mot AI-spelare med valbar svårighetsgrad eller online mot andra mänskliga spelare världen över.